# Velká cena Velké Británie silničních motocyklů

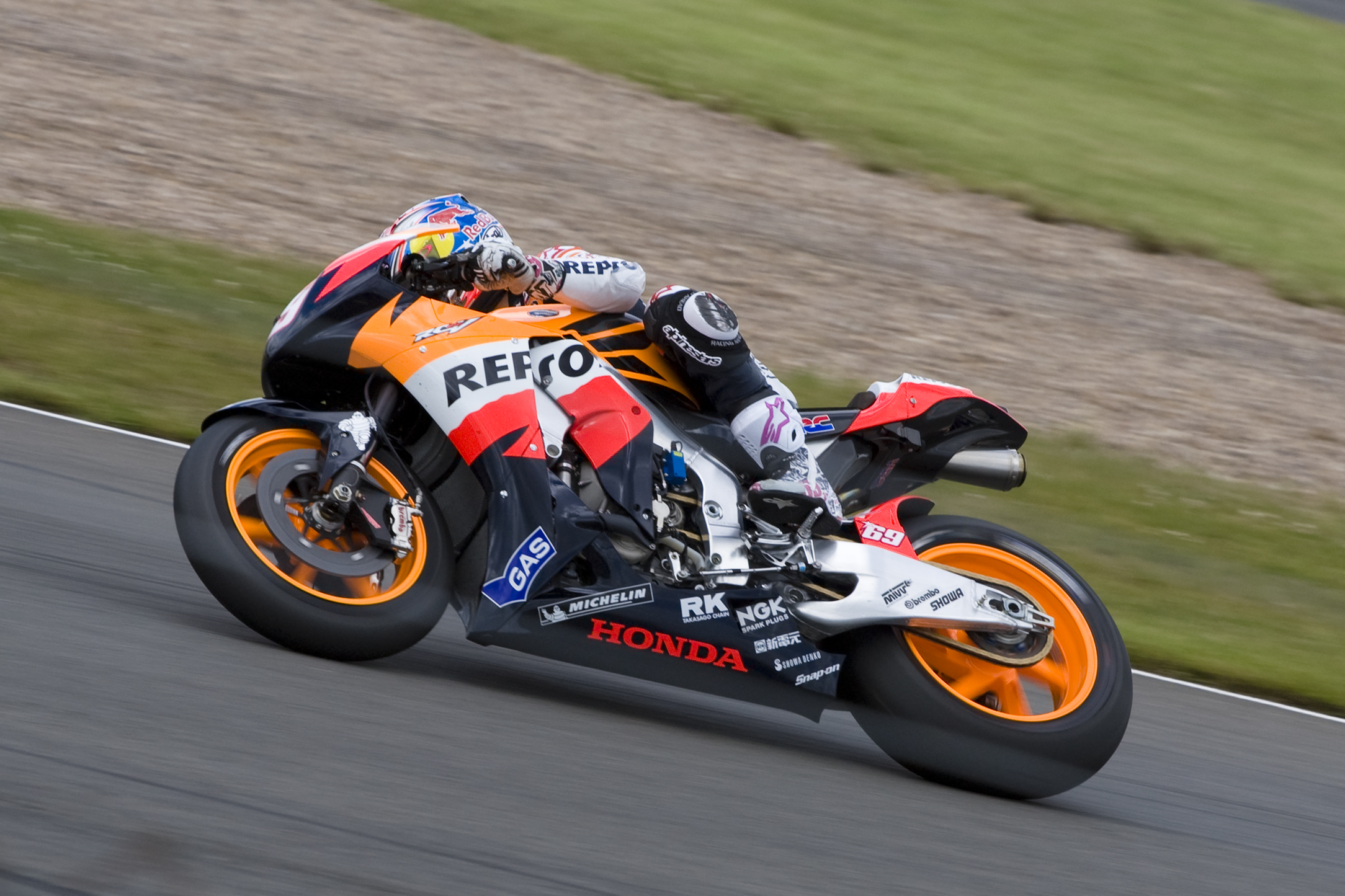
Nicky Hayden na Grand Prix Velké Británie v roce 2008

Grand Prix Velká Británie silničních motocyklů je motocyklový závod, který je součástí Prix silničních motocyklů závodní sezóny. V létech 1949 až 1976 se Grand Prix Velké Británie jela na ostrově Man.

## Vítězové Grand Prix silničních motocyklů - Velká Británie
| Rok  | Trať        |                        | Moto3                  | Moto2                  |                        | MotoGP                 | Report                 |
| ---- | ----------- | ---------------------- | ---------------------- | ---------------------- | ---------------------- | ---------------------- | ---------------------- |
| 2025 | Silverstone |                        | Jose Antonio Rueda     | Senna Aguis            |                        | Marco Bezzecchi        | Report                 |
| 2024 | Silverstone |                        | Iván Ortolá            | Jake Dixon             |                        | Enea Bastianini        | Report                 |
| 2023 | Silverstone |                        | David Alonso           | Fermín Aldeguer        |                        | Aleix Espargaró        | Report                 |
| 2022 | Silverstone |                        | Dennis Foggia          | Augusto Fernández      |                        | Francesco Bagnaia      | Report                 |
| 2021 | Silverstone |                        | Romano Fenati          | Remy Gardner           |                        | Fabio Quartararo       | Report                 |
| 2020 | Silverstone | Zrušeno kvůli covid-19 | Zrušeno kvůli covid-19 | Zrušeno kvůli covid-19 | Zrušeno kvůli covid-19 | Zrušeno kvůli covid-19 | Zrušeno kvůli covid-19 |
| 2019 | Silverstone |                        | Marcos Ramírez         | Augusto Fernández      |                        | Álex Rins              | Report                 |
| 2018 | Silverstone | Zrušeno kvůli počasí   | Zrušeno kvůli počasí   | Zrušeno kvůli počasí   | Zrušeno kvůli počasí   | Zrušeno kvůli počasí   | Report                 |
| 2017 | Silverstone |                        | Arón Canet             | Takaaki Nakagami       |                        | Andrea Dovizioso       | Report                 |
| 2016 | Silverstone |                        | Brad Binder            | Thomas Lüthi           |                        | Maverick Viñales       | Report                 |
| 2015 | Silverstone |                        | Danny Kent             | Johann Zarco           |                        | Valentino Rossi        | Report                 |
| 2014 | Silverstone |                        | Álex Rins              | Esteve Rabat           |                        | Marc Márquez           | Report                 |
| 2013 | Silverstone |                        | Luis Salom             | Scott Redding          |                        | Jorge Lorenzo          | Report                 |
| 2012 | Silverstone |                        | Maverick Viñales       | Pol Espargaró          |                        | Jorge Lorenzo          | Report                 |
| Rok  | Trať        | 80 cc                  | 125 cc                 | Moto2                  | 350 cc                 | MotoGP                 | Report                 |
| 2011 | Silverstone |                        | Jonas Folger           | Stefan Bradl           |                        | Casey Stoner           | Report                 |
| 2010 | Silverstone |                        | Marc Márquez           | Jules Cluzel           |                        | Jorge Lorenzo          | Report                 |
| Rok  | Trať        | 80 cc                  | 125 cc                 | 250 cc                 | 350 cc                 | MotoGP                 | Report                 |
| 2009 | Donington   |                        | Julian Simon           | Hiroshi Aoyama         |                        | Andrea Dovizioso       | Report                 |
| 2008 | Donington   |                        | Scott Redding          | Mika Kallio            |                        | Casey Stoner           | Report                 |
| 2007 | Donington   |                        | Mattia Pasini          | Andrea Dovizioso       |                        | Casey Stoner           | Report                 |
| 2006 | Donington   |                        | Alvaro Bautista        | Jorge Lorenzo          |                        | Dani Pedrosa           | Report                 |
| 2005 | Donington   |                        | Julian Simon           | Randy de Puniet        |                        | Valentino Rossi        | Report                 |
| 2004 | Donington   |                        | Andrea Dovizioso       | Dani Pedrosa           |                        | Valentino Rossi        | Report                 |
| 2003 | Donington   |                        | Hector Barbera         | Fonsi Nieto            |                        | Max Biaggi             | Report                 |
| 2002 | Donington   |                        | Arnaud Vincent         | Marco Melandri         |                        | Valentino Rossi        | Report                 |
| Rok  | Trať        | 80 cc                  | 125 cc                 | 250 cc                 | 350 cc                 | 500 cc                 | Report                 |
| 2001 | Donington   |                        | Youichi Ui             | Daijiro Kato           |                        | Valentino Rossi        | Report                 |
| 2000 | Donington   |                        | Youichi Ui             | Ralf Waldmann          |                        | Valentino Rossi        | Report                 |
| 1999 | Donington   |                        | Masao Azuma            | Valentino Rossi        |                        | Àlex Crivillé          | Report                 |
| 1998 | Donington   |                        | Kazuto Sakata          | Loris Capirossi        |                        | Simon Crafar           | Report                 |
| 1997 | Donington   |                        | Valentino Rossi        | Ralf Waldmann          |                        | Michael Doohan         | Report                 |
| 1996 | Donington   |                        | Stefano Perugini       | Max Biaggi             |                        | Michael Doohan         | Report                 |
| 1995 | Donington   |                        | Kazuto Sakata          | Max Biaggi             |                        | Michael Doohan         | Report                 |
| 1994 | Donington   |                        | Takeshi Tsujimura      | Loris Capirossi        |                        | Kevin Schwantz         | Report                 |
| 1993 | Donington   |                        | Dirk Raudies           | Jean-Philippe Ruggia   |                        | Luca Cadalora          | Report                 |
| 1992 | Donington   |                        | Fausto Gresini         | Pierfrancesco Chili    |                        | Wayne Gardner          | Report                 |
| 1991 | Donington   |                        | Loris Capirossi        | Luca Cadalora          |                        | Kevin Schwantz         | Report                 |
| 1990 | Donington   |                        | Loris Capirossi        | Luca Cadalora          |                        | Kevin Schwantz         | Report                 |
| 1989 | Donington   |                        | Hans Spaan             | Sito Pons              |                        | Kevin Schwantz         | Report                 |
| 1988 | Donington   |                        | Ezio Gianola           | Luca Cadalora          |                        | Wayne Rainey           | Report                 |
| 1987 | Donington   | Jorge Martínez         | Fausto Gresini         | Anton Mang             |                        | Eddie Lawson           | Report                 |
| 1986 | Silverstone | Ian McConnachie        | August Auinger         | Dominique Sarron       |                        | Wayne Gardner          | Report                 |
| 1985 | Silverstone |                        | August Auinger         | Anton Mang             |                        | Freddie Spencer        | Report                 |
| 1984 | Silverstone |                        | Angel Nieto            | Christian Sarron       |                        | Randy Mamola           | Report                 |
| 1983 | Silverstone |                        | Angel Nieto            | Jacques Bolle          |                        | Kenny Roberts          | Report                 |
| 1982 | Silverstone |                        | Angel Nieto            | Martin Wimmer          | Jean-François Baldé    | Franco Uncini          | Report                 |
| 1981 | Silverstone |                        | Angel Nieto            | Anton Mang             | Anton Mang             | Jack Middelburg        | Report                 |
| 1980 | Silverstone |                        | Loris Reggiani         | Kork Ballington        | Anton Mang             | Randy Mamola           | Report                 |
| 1979 | Silverstone |                        | Angel Nieto            | Kork Ballington        | Kork Ballington        | Kenny Roberts          | Report                 |
| 1978 | Silverstone |                        | Angel Nieto            | Anton Mang             | Kork Ballington        | Kenny Roberts          | Report                 |
| 1977 | Silverstone |                        | Pierluigi Conforti     | Kork Ballington        | Kork Ballington        | Pat Hennen             | Report                 |